# Kraftwerk Wasserburg
Das Kraftwerk Wasserburg ist ein Laufwasserkraftwerk der österreichischen Verbund AG im oberbayrischen Wasserburg am Inn.
Um die Aluminiumhütte in Töging, die bis dahin vom Kraftwerk Töging mit Strom versorgt wurde, erweitern zu können, beauftragte diese die Innwerk AG mit dem Projektieren von Kraftwerken am Inn. Eines der Kraftwerke entstand schließlich in Wasserburg. Zeitgleich errichtet wurden das Kraftwerk Teufelsbruck und das Kraftwerk Gars. Die Abfolge in Fließrichtung: Wasserburg, Teufelsbruck, Gars, Töging.
Die Anlage liegt am hier nach NO fließenden Inn, der sich 1 km flussabwärts in einer 210°-Schleife nach links um die Altstadt von Wasserburg am Inn windet. Das von 1935 bis 1938 erbaute Kraftwerk besteht aus einem vierfeldrigen Wehr an der linken Uferseite und einem Krafthaus mit fünf Kaplan-Turbinen an der rechten. Diese Turbinen mit vertikaler Achse tragen Drehstromgeneratoren für 6,3 kV Nennspannung. Eine Maschinenhalle fehlt, die beiden Portalkräne fahren im Freien. Das Schienenpaar läuft von links über die 4 Wehrfelder, die 5 ursprünglichen Turbinenplätze, die  neue 6. Turbine ("Triebwerk" (TW) aus 2009) und bis zum Umschlagplatz am rechten Ufer.
2008/09 wurde südlich (orographisch rechts  uferseitig) der bestehenden 5 Turbinen eine Erweiterung vorgenommen. Das so genannte Triebwerk Wasserburg, eine horizontale (sechste) Kaplan-Turbine mit einer Leistung von 5 MW, dient seitdem als Hauptturbine des Kraftwerks und steigerte die Jahresausbeute.
Am rechten Ufer wurde eine Fischaufstiegshilfe errichtet, die mit Stand März 2020 auf Google Maps zu sehen ist.
Der Nachfolger der Innwerk AG, die E.ON Wasserkraft GmbH, verkaufte das Kraftwerk 2009 an die österreichische Verbund AG.